# Olympische Sommerspiele 1988/Kanu – Zweier-Kajak 500 m (Männer)
Die Wettkämpfe im Zweier-Kajak über 500 Meter bei den Olympischen Sommerspielen 1988 wurden vom 26. bis 30. September auf der Misari Regattastrecke ausgetragen.
Olympiasieger wurde das neuseeländische Team.

## Ergebnisse

### Vorläufe
Die jeweils ersten drei Boote qualifizierten sich direkt für das Halbfinale, die restlichen Boote für die Hoffnungsläufe.

#### Vorlauf 1
| Rang | Athleten                             | Nation              | Zeit        |
| ---- | ------------------------------------ | ------------------- | ----------- |
| 1    | Ihor Nahajew Wiktor Denissow         | Sowjetunion         | 1:33,20 min |
| 2    | Kay Bluhm André Wohllebe             | DDR                 | 1:33,66 min |
| 3    | Mikko Kolehmainen Olli Kolehmainen   | Finnland            | 1:35,50 min |
| 4    | Juan Manuel Sánchez Fernando Fuentes | Spanien             | 1:36,17 min |
| 5    | Bernard Brégeon Olivier Lasak        | Frankreich          | 1:38,05 min |
| 6    | Alwyn Morris Hugh Fisher             | Kanada              | 1:39,39 min |
| 7    | Xue Bing Ma Fuliang                  | Volksrepublik China | 1:41,10 min |
| 8    | Alan Carey Patrick Holmes            | Irland              | 1:42,11 min |

#### Vorlauf 2
| Rang | Athleten                        | Nation           | Zeit        |
| ---- | ------------------------------- | ---------------- | ----------- |
| 1    | Attila Ábrahám Ferenc Csipes    | Ungarn           | 1:32,83 min |
| 2    | Daniel Stoian Angelin Velea     | Rumänien         | 1:34,09 min |
| 3    | Beniamino Bonomi Daniele Scarpa | Italien          | 1:35,00 min |
| 4    | Pavel Havelka Jan Boháč         | Tschechoslowakei | 1:38,72 min |
| 5    | Byeon Sang-su Yun Gi-su         | Südkorea         | 1:41,80 min |
| 6    | Melagne Lath Kouame N’Douba     | Elfenbeinküste   | 1:47,88 min |

#### Vorlauf 3
| Rang | Athleten                           | Nation             | Zeit        |
| ---- | ---------------------------------- | ------------------ | ----------- |
| 1    | Ian Ferguson Paul MacDonald        | Neuseeland         | 1:32,32 min |
| 2    | Reiner Scholl Thomas Pfrang        | BR Deutschland     | 1:33,29 min |
| 3    | Terry Kent Terry White             | Vereinigte Staaten | 1:34,69 min |
| 4    | Maciej Freimut Wojciech Kurpiewski | Polen              | 1:34,72 min |
| 5    | Peter Foster Kelvin Graham         | Australien         | 1:34,73 min |
| 6    | Ivan Lawler Grayson Bourne         | Großbritannien     | 1:40,06 min |
| 7    | Gustavo Cirillo José Luis Marello  | Argentinien        | 1:52,42 min |
| —    | Per-Inge Bengtsson Karl Sundqvist  | Schweden           | DSQ         |

### Hoffnungsläufe
Die ersten vier Boote der Hoffnungsläufe erreichten das Halbfinale.

#### Hoffnungslauf 1
| Rang | Athleten                             | Nation      | Zeit        |
| ---- | ------------------------------------ | ----------- | ----------- |
| 1    | Juan Manuel Sánchez Fernando Fuentes | Spanien     | 1:40,09 min |
| 2    | Alan Carey Patrick Holmes            | Irland      | 1:41,12 min |
| 3    | Maciej Freimut Wojciech Kurpiewski   | Polen       | 1:41,99 min |
| 4    | Alwyn Morris Hugh Fisher             | Kanada      | 1:43,03 min |
| 5    | Byeon Sang-su Yun Gi-su              | Südkorea    | 1:44,64 min |
| 6    | Gustavo Cirillo José Luis Marello    | Argentinien | 1:46,98 min |

#### Hoffnungslauf 2
| Rang | Athleten                      | Nation              | Zeit        |
| ---- | ----------------------------- | ------------------- | ----------- |
| 1    | Peter Foster Kelvin Graham    | Australien          | 1:37,28 min |
| 2    | Bernard Brégeon Olivier Lasak | Frankreich          | 1:38,71 min |
| 3    | Ivan Lawler Grayson Bourne    | Großbritannien      | 1:39,72 min |
| 4    | Pavel Havelka Jan Boháč       | Tschechoslowakei    | 1:40,76 min |
| 5    | Xue Bing Ma Fuliang           | Volksrepublik China | 1:43,17 min |
| 6    | Melagne Lath Kouame N’Douba   | Elfenbeinküste      | 1:55,65 min |

### Halbfinalläufe
Die ersten drei Boote der Halbfinals erreichten das Finale.

#### Halbfinale 1
| Rang | Athleten                             | Nation         | Zeit        |
| ---- | ------------------------------------ | -------------- | ----------- |
| 1    | Reiner Scholl Thomas Pfrang          | BR Deutschland | 1:32,73 min |
| 2    | Ihor Nahajew Wiktor Denissow         | Sowjetunion    | 1:34,46 min |
| 3    | Beniamino Bonomi Daniele Scarpa      | Italien        | 1:34,50 min |
| 4    | Alwyn Morris Hugh Fisher             | Kanada         | 1:36,00 min |
| 5    | Juan Manuel Sánchez Fernando Fuentes | Spanien        | 1:36,22 min |
| 6    | Ivan Lawler Grayson Bourne           | Großbritannien | 1:37,75 min |

#### Halbfinale 2
| Rang | Athleten                      | Nation             | Zeit        |
| ---- | ----------------------------- | ------------------ | ----------- |
| 1    | Attila Ábrahám Ferenc Csipes  | Ungarn             | 1:34,00 min |
| 2    | Kay Bluhm André Wohllebe      | DDR                | 1:35,67 min |
| 3    | Terry Kent Terry White        | Vereinigte Staaten | 1:36,33 min |
| 4    | Bernard Brégeon Olivier Lasak | Frankreich         | 1:38,31 min |
| 5    | Pavel Havelka Jan Boháč       | Tschechoslowakei   | 1:39,48 min |
| 6    | Alan Carey Patrick Holmes     | Irland             | 1:39,94 min |

#### Halbfinale 3
| Rang | Athleten                           | Nation     | Zeit        |
| ---- | ---------------------------------- | ---------- | ----------- |
| 1    | Ian Ferguson Paul MacDonald        | Neuseeland | 1:33,81 min |
| 2    | Daniel Stoian Angelin Velea        | Rumänien   | 1:35,04 min |
| 3    | Maciej Freimut Wojciech Kurpiewski | Polen      | 1:35,33 min |
| 4    | Peter Foster Kelvin Graham         | Australien | 1:35,97 min |
| 5    | Mikko Kolehmainen Olli Kolehmainen | Finnland   | 1:37,76 min |

### Finale
| Rang | Athleten                           | Nation             | Zeit        |
| ---- | ---------------------------------- | ------------------ | ----------- |
| 1    | Ian Ferguson Paul MacDonald        | Neuseeland         | 1:33,98 min |
| 2    | Ihor Nahajew Wiktor Denissow       | Sowjetunion        | 1:34,15 min |
| 3    | Attila Ábrahám Ferenc Csipes       | Ungarn             | 1:34,32 min |
| 4    | Reiner Scholl Thomas Pfrang        | BR Deutschland     | 1:34,40 min |
| 5    | Daniel Stoian Angelin Velea        | Rumänien           | 1:35,96 min |
| 6    | Maciej Freimut Wojciech Kurpiewski | Polen              | 1:36,22 min |
| 7    | Kay Bluhm André Wohllebe           | DDR                | 1:36,49 min |
| 8    | Terry Kent Terry White             | Vereinigte Staaten | 1:36,62 min |
| 9    | Beniamino Bonomi Daniele Scarpa    | Italien            | 1:37,30 min |